# Campo di internamento Thalerhof

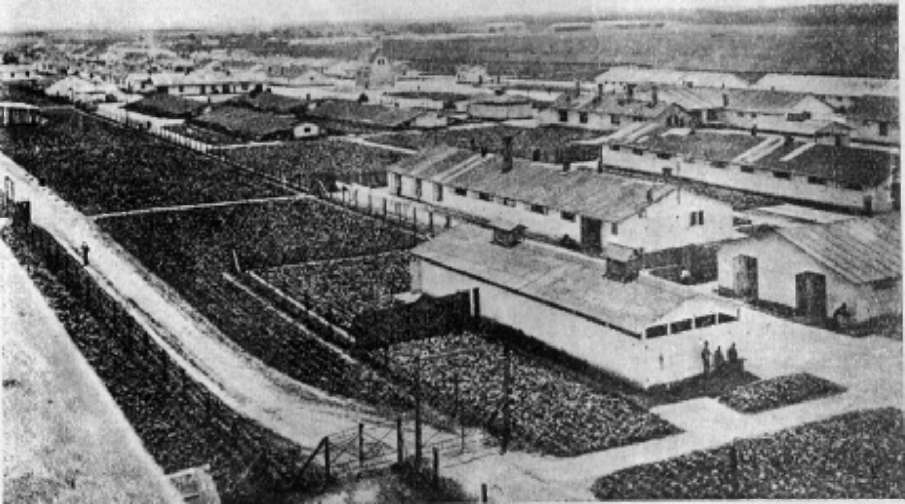
Il campo di Thalerhof nei pressi di Graz nella Stiria

Il campo di internamento Thalerhof fu un campo di prigionia istituito dalle autorità austro-ungariche durante la prima guerra mondiale per rinchiudere sospettati filorussi della popolazione rutena, della Galizia orientale e della Bucovina.

## Storia

### Gli antefatti
Il campo di internamento prese nome da una precedente omonima piazza d'armi alle porte meridionali di Graz nella Stiria. Nel 1913 il Thalerhof fu trasformato in un campo per l'aviazione austro-ungarica con la costruzione di hangar e di una pista di decollo ed atterraggio. Il primo aero decollò nel giugno 1914 poche settimane prima che scoppiasse la prima guerra mondiale.
Già nel luglio 1914, durante la crisi di luglio, Vienna ordinò di arrestare tutti i sospettati di spionaggio, gli agitatori russi e tutte le persone ritenute anticostituzionali nella parte orientale della monarchia. In seguito furono sospettate intere popolazioni di essere filorusse. La maggior parte fu arrestata senza ulteriori indagini e senza processo.
Il 20 agosto 1914 il ministro della guerra Krobatin decretò il trasferimento delle persone sospette alla Piccola fortezza di Theresienstadt per rinchiuderli in custodia cautelare.
Ben presto Theresienstadt non bastò più e fu necessario trovare altre sistemazioni.

### Il campo
Il primo gruppo di internati destinati al Thalerhof arrivò alla stazione della Ferrovia Meridionale di Abtissendorf, frazione di Feldkirchen bei Graz, il 4 settembre 1914. I prigionieri, esclusivamente vecchi, donne e bambini viaggiarono per giorni in condizioni disumane in carrozze per il bestiame dalla Galizia orientale fino alla Stiria senza che la maggior parte di loro sapesse il motivo.
Il gruppo trovò un campo all'aperto vicino alla pista dell'aeroporto, circondato da filo spinato senza baracche, senza servizi igienici e senza acqua. Le prime tende furono piantate solo il 9 settembre e alla fine furono creati 2100 posti in tenda. Oltre i sospettati filorussi furono trasferiti a Thalerhof anche 2000 profughi polacchi.
In seguito il campo fu trasferito sul lato orientale all'altezza dell'attuale aeroporto civile di Graz per non interferire con l'attività del campo di aviazione.
Dopo alcune richieste da parte dei parlamentari ruteni, che avevano sollevato fondati dubbi sui motivi per i quali le persone furono internate, le autorità militari si videro costrette di fare partire una indagine ai primi di novembre. A questo punto si trovavano già oltre 5700 persone a Thalerhof.
L'11 novembre ci furono 30 baracche pronte che gli stessi internati furono costretti a costruirei. In una baracca di circa 400 metri quadri furono ammassate fino a 250 persone. Le baracche non disponevano né di letti né di coperte ma solo di un po' di paglia sulla quale sdraiarsi che ben presto marcì e fu invaso di parassiti. Nonostante ciò la direzione del campo decise di aumentare ulteriormente il numero degli internati. Di conseguenza scoppiarono diverse epidemie tra cui il tifo addominale, il tifo esantematico e il colera. Le malattie, la malnutrizione, la catastrofica situazione dei servizi igienici e il freddo provocarono fino alla primavera del 1915 oltre mille morti.
Nel frattempo furono costruite delle baracche per la disinfezione e per lavarsi che abbassarono poi la percentuale di mortalità nel campo. Gli internati furono sottoposti anche a maltrattamenti da parte delle guardie. In seguito ad una commissione d'inchiesta instaurata anche su pressione dall'estero la direzione del campo si difese affermando i presunti maltrattamenti non furono altro che provvedimenti disciplinari. Questi provocarono comunque 8 morti e 41 feriti gravi fino alla chiusura del campo.

Tra il 1916 e il 1917, in seguito a un ordine dell'imperatore Carlo I, molti internati, rinchiusi per futili motivi, furono rilasciati e gli uomini liberati furono arruolati. Il 3 maggio 1917 il campo fu definitivamente chiuso e vennero liberati i restanti 2153 prigionieri. Rimase in funzione solo l'ospedale del campo che ospitò dall'ottobre 1917 prigionieri di guerra russi e italiani.
All'incirca 10.000 persone passarono per il campo nei quasi tre anni in cui fu in funzione; di queste quasi 2.100 morirono e furono sepolte nel cimitero all'interno del campo.
Nel 1936 in seguito all'ampliamento dell'aeroporto i morti sepolti nel cimitero del campo furono esumati e la maggior parte traslocati in un piccolo ossario presso il cimitero comunale di Feldkirchen inaugurato nel giugno 1937.

## Recensione
L'internamento sommario senza nessuna legittimazione, le condizioni disumane e i maltrattamenti all'Interno del Thalerhof furono ancora durante la Prima guerra mondiale oggetto di dibattito.  Dopo la riapertura del parlamento della Duplice Monarchia nel maggio 1917 ci furono vari interventi di parlamentari soprattutto di nazionalità slava che denunciavano il Thalerhof come inferno dei slavi. Ma anche il ministro degli interni Karl Heinold von Udyński dovette ammettere che l'internamento non si basò su principi legali.
Il ricordo delle ingiustizie subite fu tenuto vivo tra le due guerre nella Polonia sud-orientale e nella Ucraina occidentale, entrambi fino al 1918 parte dell'Impero Austro-Ungarico, e cadde in dimenticatoio con l'annessione all'Unione Sovietica nel 1939 in seguito del Patto Molotov-Ribbentrop.
A partire dalla Rivoluzione arancione nel 2005 il campo d'internamento Thalerhof fu strumentalizzata da parte dei filorussi ucraini a dimostrazione della politica anti russa dell'Occidente nella Ucraina.
In Austria il campo e la sua storia caddero ben presto in un voluto dimenticatoio dopo il 1918. Anche le richieste da parte dell'Intesa,  inserite anche nel trattato di Saint-Germain, di consegnare il comandante di Thalerhof come criminale di guerra non furono accolte.
La storia del campo fu trattato in modo dettagliato solo nel 2009. Nel 2010 seguì una ricerca storica per conto dell'Università di lingua tedesca Andrássy Gyula a Budapest che fu pubblicata nello stesso anno.
Nel giugno 2011 furono collocati 20 targhe sul monumento ossario con i nomi delle 1767 vittime ivi traslocate dopo la loro esumazione dal vecchio cimitero nel 1936. Nel 2014 in concomitanza del centenario della Grande Guerra fu messo in scena l'opera teatrale Thalerhof scritto dall'autore polacco Andrzej Stasiuk.